# Voskevan
Voskevan là một đô thị thuộc tỉnh Tavush, Armenia. Dân số ước tính năm 2011 là 1431 người.